# 史际春
史际春（1952年3月—），出生于上海，籍贯江苏省溧阳市,享受国务院政府特殊津贴专家，中国人民大学教授。

## 生平
史际春出生于知识分子家庭，1968年到安徽省东至县插队劳动。1978年考入安徽师范大学政教系，毕业后考取安徽大学民法硕士研究生，1984年于上海社会科学院获法学硕士学位，后在安徽大学法律系任教。1991年于中国人民大学获博士学位，博士毕业后留校任教。现任中国人民大学法学院教授、博士研究生导师，《法学家》杂志主编。
2005年，担任“中央政治局学习讲座”《行政管理体制改革和完善经济法律制度》主讲人。

## 学术贡献
主要从事经济法总论、民商法总论、企业和公司法、竞争法等研究工作。主持国家社科基金项目、教育部社科基金项目等课题多项，在《中国社会科学》、《法学研究》、《法学家》等期刊发表学术论文200余篇。研究成果曾获首届全国高校人文社科研究优秀成果一等奖，2008年获中宣部、中央政法委、司法部、中国法学会“百名法学家百场报告会优秀宣讲奖”，2017年获“北京市优秀教师”称号。

## 社会兼职
中国法学会经济法学研究会副会长，中国国际经济贸易仲裁委员会仲裁员，北京市人大代表，北京市人大常委会及法制委员会委员。

## 著作
- 《国有企业法论》（1997年，中国法制出版社）
- 《当代国际惯例：国有资产管理》（1998年，海南出版社）
- 《中国经济法的理论与实际》（2000年，日本成文堂）
- 《企业和公司法》（2001年，中国人民大学出版社）
- 《探究经济和法互动的真谛》（2002年，法律出版社）
- 《21世纪法律教育法规丛书•关联指引系列•经济法》（主编）（2003年，法律出版社）
- 《普通高等教育“十五”国家级规划教材·经济法》（主编）（2005年，中国人民大学出版社）